# Juste Brouzes
Pour les articles homonymes, voir Brouzes.
Juste Brouzes, né le 20 janvier 1894 à Issy-les-Moulineaux et mort le 28 février 1973 à Dreux, est un footballeur français. Il évolue au poste de milieu de terrain du début des années 1910 à la fin des années 1920.
Après des débuts au CA Société Générale, il rejoint le Red Star et remporte avec ce club la Coupe de France en 1921, 1923 et 1928.
Il compte six sélections pour trois buts inscrits en équipe de France. Il dispute avec la sélection les Jeux olympiques de 1928 (en marquant deux buts le 29 mai, face à l'Italie).
Il était courtier dans les produits chimiques intéressant l'alimentation et la parfumerie.

## Carrière
- CA Société Générale
- 1914-1928 : Red Star Amical Club puis Red Star Olympique à partir de 1927[3]

## Palmarès
- Vainqueur de la Coupe de France : 1921, 1923 et 1928 (il ne joue pas la finale victorieuse de 1922)[4]
- 6 sélections en équipe de France, 3 buts (1914-1928)

## Liens externes

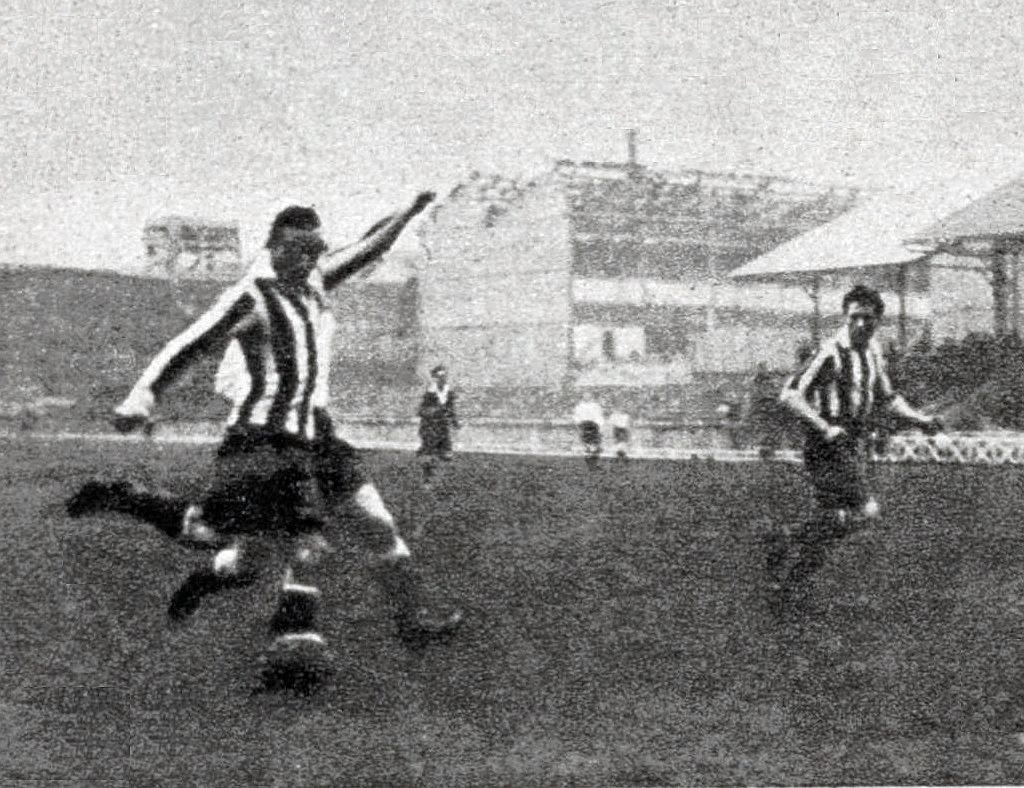
Un shoot de Juste Brouzes (rayé), lors de Red Star-Racing au Stade de Paris, en novembre 1923.